# Pertoltice (Liberec)
Pertoltice é uma comuna checa localizada na região de Liberec, distrito de Liberec‎.